# P3 Dystopia
P3 Dystopia är ett svenskt poddradioprogram som sänts på P3 sedan 2018. Programledarna Viktor Hariz, Fanny Hedenmo, vetenskapsjournalisten Torill Kornfeldt, Viktor Löfgren och Freddi Ramel försöker i programmet reda ut vad som händer om det värsta inträffar. Exmpelvis "Vad händer när stater börjar kriga med biologiska vapen? Hur ska människor överleva när maten tar slut? Vad gör vi när alla insekter dör?"
P3 Dystopia produceras av P3 Umeå och Tredje Statsmakten media AB åt Sveriges Radio.
Viktor Hariz erhöll 2022 Natur & Kulturs populärvetenskapliga pris för arbetet med P3 Dystopia.